# ایوان کاستیل
ایوان کاستیل (انگلیسی: Ivan Castiglia؛ زادهٔ ۶ ژانویهٔ ۱۹۸۸) بازیکن فوتبال اهل ایتالیا است.
از باشگاه‌هایی که در آن بازی کرده‌است می‌توان به باشگاه فوتبال رجینا، باشگاه فوتبال سالرنیتانا، باشگاه فوتبال چیتادلا، باشگاه فوتبال کاتانیا، باشگاه فوتبال روبور سیه‌نا، باشگاه فوتبال کومو، و باشگاه فوتبال ویچنزا اشاره کرد.
وی همچنین در تیم‌های ملی فوتبال زیر ۱۶ سال ایتالیا، زیر ۱۷ سال ایتالیا، 2005 UEFA European Under-17 Football Championship، زیر ۱۸ سال ایتالیا، زیر ۱۹ سال ایتالیا، زیر ۲۰ سال ایتالیا، و زیر ۲۱ سال ایتالیا بازی کرده‌است.